# 三濃川陽介
三濃川 陽介（みのかわ ようすけ、1988年12月17日 - ）は、愛知県名古屋市出身の俳優。アルファセレクション所属。
身長177cm。体重62kg。特技は名古屋弁、和太鼓、野球、サッカー。

## 出演作品

### 映画
- ライクダディ（2012年） - 主演：丈治 役[1]
- 切り取られた衝動（2013年） - 主演：高須修一 役[1]
- マシュマロ×ぺいん（2013年） - 野村 役[1]
- 碧い揺らぎ - 酔っ払い 役[1]
- Confettion - 主演：江波洸介 役[1]
- ずっと蒼く（2014年）主演：安原琢海 役[1]
- 地獄麻雀 好色バトルロワイアル168時間!（2015年） - 沖田二郎 役[1]
- 華魂 幻影（2016年） - 映画館の観客 役[1]
- クローゼット（2020年） - 主演：神野 佑（JIN) 役[1]
- ゴジラ-1.0 (2023年) - 整備兵・稲垣栄次郎 役[3]

### テレビドラマ
- 信長協奏曲 第3話（2014年） - 家臣 役[1]
- NHK大河ドラマ
  - 花燃ゆ（2015年） - 塾生 役（準レギュラー）[1]
  - 麒麟がくる（2020年）
  - 青天を衝け（2021年） - 宮部鼎蔵 役
- ワカコ酒 第12話（2015年） - 若者 役[1]
- 金曜プレミアム 連続企業爆破テロ 40年目の真実（2015年） - 三浦刑事 役[1]
- 僕らプレイボーイズ 熟年探偵社 第3話（2015年） - コック 役[1]
- 世界の文学がわかる!あらすじ名作劇場 金色夜叉（2016年）
- ウルトラマンオーブ 第24・25話（2016年） - 阿部隊員 役[1]
- シグナル 長期未解決事件捜査班（2018年） - 柴田浩太郎 （レギュラー）役
- 仮面ライダージオウ 第7話（2018年） - 長山 役
- ウルトラマンZ 第17・21話（2020年） - アサノタケシ 役[1]
- 群青領域 第6話（2021年11月26日、NHK）-  アキラ 役
- SUPER RICH 第8話（2021年12月2日、フジテレビ）- コンビニ強盗犯 役
- 合理的にあり得ない 〜探偵・上水流涼子の解明〜 第10話・最終話（2023年6月19日・26日、関西テレビ・フジテレビ） - 氷川玲児の手下 役
- 転職の魔王様 第3話（2023年7月31日、関西テレビ・フジテレビ） - 岡部勇二 役

### オリジナルビデオ
- CONNECT 覇者への道1（2024年） - 財務官僚（相馬の先輩）

### 舞台
- 火男の火
- トラワレノme!
- 隣にいても一人
- その受話器はロバの耳
- エリアGの銃座
- レボリューション6
- フラフープフール
- 時計仕掛けの始まりと80グラムシティ
- 生きてるものはいないのか
- 人間愛護団体
- 沈殿タイ
- 時刑